# تام ویلکاکس
تام ویلکاکس (انگلیسی: Tom Wilcox؛ 1879 – ۱۹۶۲ (۸۲−۸۳ سال)) بازیکن فوتبال اهل بریتانیا بود.
از باشگاه‌هایی که در آن بازی کرده‌است می‌توان به باشگاه فوتبال بلکپول، باشگاه فوتبال آرسنال، باشگاه فوتبال کرای واندررز، باشگاه فوتبال منچستر یونایتد، باشگاه فوتبال کارلایل یونایتد، باشگاه فوتبال هادرزفیلد تاون، باشگاه فوتبال نوریچ سیتی، و باشگاه فوتبال میلوال اشاره کرد.